# Roberto Carballés Baena
Roberto Carballés Baena (n. 23 martie 1993, Tenerife, Provincia Santa Cruz de Tenerife, Spania) este un jucător spaniol de tenis. Cea mai bună clasare a sa la simplu este locul 49 mondial, în aprilie 2023. Suprafața sa preferată este zgura, pe care a câștigat două titluri ATP și nouăsprezece titluri ITF la simplu.